# Александър Попов (волейболист)
Вижте пояснителната страница за други личности с името Александър Попов.
Александър Попов е български състезател и треньор по волейбол на ВК ЦСКА (София).

## Биография

### Състезателна кариера
Започва спортната си кариера като състезател по лека атлетика, спечелва републиканското юношеско първенство на спринт 60 м и скок дължина.
През 1983 г. започва да тренира волейбол в школата на „ЦСКА“, а през 1989 г. започва да се състезава за мъжкия отбор. Още с първото си участие при мъжете става носител на шампионската титла на България.
През 1990 г. заедно с отбора на ЦСКА участва във финалната четворка на КЕШ, отборът заема 4 място.
На 24-годишна възраст се отказва от активна състезателна дейност след множество контузии през 1995 г.

### Треньор
- Треньор на мъжкия отбор на Славия през 1996 и 1997 г.
- Треньор на мъжкия отбор на ЦСКА от 1998 г.
- Бил е помощник-треньор на мъжкия национален отбор по волейбол на България.

## Титли и награди
- Печели с отбора на „ЦСКА“ 5 шампионски титли като състезател.
- Печели с отбора на „ЦСКА“ 3 шампионски титли на България като треньор.

## Интересни факти
Женен е за дъщерята на треньора по футбол Аспарух Никодимов – Елица. Обича да се катери в планината, да слуша рок и събира антикварни книги.